# Resolució 2288 del Consell de Seguretat de les Nacions Unides
La Resolució 2288 del Consell de Seguretat de les Nacions Unides fou adoptada per unanimitat el 25 de maig de 2016. El Consell va resoldre acabar amb l'embargament d'armes contra Libèria. Amb la fi de les prohibicions de viatge i les sancions financeres al setembre, es van aixecar totes les sancions contra el país.
George Patten, el representant de Libèria, va dir que sovint es qüestionava la utilitat de les sancions, però que havien contribuït enormement a l'estabilitat i la recuperació econòmica al seu país, perquè estaven dirigides contra els qui minaven la pau i practicaven el comerç il·legal de fusta i diamants.

## Contingut
La resolució 1521 de 2003 estipulava que es podria aixecar l'embargament d'armes que es va imposar i es respectava l'alto el foc a Libèria, es completava la reforma dels serveis de seguretat, s'implementava plenament el procés de pau i l'estabilitat de Libèria i els països al seu voltant estaven assegurats.
El Consell ha arribat a la conclusió que es complien aquestes condicions. Per tant, es va aixecar l'embargament d'armes contra Libèria amb efecte immediat, així com el mandat del comitè i del grup d'experts que supervisaven la seva implementació.